# Tetrastemma virgatum
Tetrastemma virgatum är en djurart som tillhör fylumet slemmaskar, och som beskrevs av Kirsteuer 1963. Tetrastemma virgatum ingår i släktet Tetrastemma och familjen Tetrastemmatidae. Inga underarter finns listade i Catalogue of Life.